# 四川都指挥使司
四川都指挥使司，明朝十六个都指挥使司之一。
洪武四年（1371年）六月平明升。七月置四川等处行中书省。九月置成都都卫。洪武八年（1375年）十月改都卫为四川都指挥使司，治成都府。四川都指挥使司属于右军都督府。

## 下辖卫所
成都左护卫、成都右护卫（后为龙虎左卫，隶南京左府）、成都中护卫（后为豹韬左卫，隶南京前府）、成都左卫（革）、成都右卫、成都前卫、成都后卫、成都中卫、宁川卫、茂州卫、建昌卫（后属行都司）、重庆卫、敘南衛、苏州卫（后为宁番卫，属行都司，革）、泸州卫、松潘军民指挥使司、岩州卫（革）、青川千户所、威州千户所、大渡河千户所
后来改制：
成都左护卫、成都右卫、成都中卫、成都前卫、成都后卫、宁川卫、茂州卫、重庆卫、叙南卫、泸州卫、利州卫旧无，后设、松潘卫旧为军民指挥使司，后改、青川千户所、保宁千户所、威州千户所、雅州千户所、大渡河千户所、广安千户所、灌县千户所、浦江关军民千户所（后革）
已下各所后设黔江千户所、叠溪千户所、建武千户所、小河千户所、蜀府仪卫司、寿府仪卫司（革）、寿府群牧所（革）
土官
- 天全六番招讨使司（属都司）
- 陇木头长官司、静州长官司、岳希蓬长官司（属茂州卫）
- 石砫宣抚司、酉阳宣抚司（属重庆卫）
- 石耶洞长官司、邑梅洞长官司（属酉阳宣抚司）
- 占藏先结簇长官司、蜡匝簇长官司、白马路簇长官司、发山洞簇长官司、阿昔洞簇长官司、北定簇长官司、麦匝簇长官司、者多簇长官司、牟力簇长官司、班班簇长官司、祈命簇长官司、勒都簇长官司、包藏簇长官司、阿思簇长官司、思曩儿簇长官司、阿用簇长官司、潘斡寨长官司、八郎安抚司、阿角寨安抚司、麻儿匝安抚司、芒儿者安抚司已上俱属松潘卫、叠溪长官司、郁即长官司（属叠溪千户所）